# Jean Châtel
Jean Châtel (* 1575; † 29. Dezember 1594) war ein Attentäter, der am 27. Dezember 1594 einen Mordversuch auf Heinrich IV., König von Frankreich, verübte. Eine Folge des Attentats war die Vertreibung der Jesuiten aus Frankreich.
Jean Châtel war der Sohn einer reichen und streng katholischen Familie. Er hatte zunächst bei den Jesuiten Philosophie und die Artes liberales studiert, bevor er sich dem Studium der Rechtswissenschaft an der Sorbonne zuwandte. Am Tag des Attentats kehrte Heinrich IV. gerade aus der Picardie nach Paris zurück. Châtel mischte sich unter das königliche Gefolge. Als der König die Huldigung zweier Adliger entgegennahm, nutzte Jean Châtel die Gelegenheit: er stieß mit einem Messer auf den Hals des Monarchen ein, verletzte ihn aber nur an der Lippe und schlug ihm einen Zahn aus. Während des folgenden Tumultes soll er fast entkommen sein, angeblich sollen die Wachen aber durch den König selbst auf den Attentäter aufmerksam gemacht worden sein.
Nach der Tat wurde Jean Châtel gefoltert, um seine Hintermänner preiszugeben. Von Seiten der französischen Krone stand allerdings bereits zu diesem Zeitpunkt das Urteil fest, der Anschlag sei durch Jesuiten veranlasst worden. Hintergrund hierfür war, dass die Jesuiten in den vorangegangenen Bürgerkriegen, insbesondere im „Krieg der drei Heinriche“, gegen ihn gehetzt hatten und noch immer in Opposition zum König standen. Châtel sagte jedoch unter der Folter aus, er habe ein sündhaftes Leben geführt und habe sich von der Ermordung des Königs eine geringere Strafe im Jenseits erhofft; dies habe ihm die Philosophie eingegeben. Er wurde durch den Gerichtshof in Paris zum Tode durch Rädern und anschließendes Vierteilen verurteilt. Gleichzeitig sprach der Gerichtshof aus, dass die Angehörigen der Societas Jesu und ihre Schüler binnen dreier Tage Frankreich zu verlassen hätten.